# Gábor Török
Gábor Török, född 30 maj 1936, död 4 januari 2004, var en ungersk fotbollsspelare.
Török blev olympisk bronsmedaljör i fotboll vid sommarspelen 1960 i Rom.